# Nyagahinga (Cyanika)
Nyagahinga ist eine von sechs Zellen (Verwaltungseinheiten 4. Ebene) im Sektor Cyanika des Distrikts Burera in der Nordprovinz von Ruanda. Sie liegt auf einer Höhe von etwa 2400 m. Im Nordwesten grenzt Nyagahinga an das Nachbarland Uganda. Nachbarzellen innerhalb Ruandas sind im Nordosten Kamanyana, im Osten Kagitega, im Süden Kabyiniro und im Westen Buramba. Die Westseite von Nyagahinga liegt innerhalb des Vulkan-Nationalparks.